# Славка Јеринић
Славка Јеринић (Београд, 26. септембар 1931 — Београд, 3. мај 1997) била је српска глумица.
Члан Народног позоришта постаје 1. септембра 1954. године као талентовани апсолвент Академије за позориште, филм, радио и телевизију коју ће касније завршити у класи професора Раше Плаовића. Цео свој радни век провела је у Народном позоришту. Током богате каријере успешно је тумачила многе улоге светских театарских дела, а остала је упамћена у ролама српских класика Боре Станковића и Бранислава Нушића.
Широј јавности је позната по улози Илинке Јарић у серији Камионџије.
Супруга је глумца Бранислава Циге Јеринића.

## Филмографија
|                   | 1960 ▼ | 1970 ▼ | 1980 ▼ | 1990 ▼ | Укупно |
| ----------------- | ------ | ------ | ------ | ------ | ------ |
| Дугометражни филм | 1      | 2      | 2      | 2      | 7      |
| ТВ филм           | 15     | 7      | 4      | 1      | 27     |
| ТВ серија         | 0      | 6      | 3      | 1      | 10     |
| ТВ мини серија    | 1      | 0      | 1      | 0      | 2      |
| ТВ кратки филм    | 2      | 0      | 0      | 0      | 2      |
| Укупно            | 19     | 15     | 10     | 4      | 48     |

| Год.       | Назив                                        | Улога                 |
| ---------- | -------------------------------------------- | --------------------- |
| 1960.-те ▲ |                                              |                       |
| 1960.      | Екс Гертруде Шулц (ТВ филм)                  |                       |
| 1961.      | Сребрна леди(ТВ филм)                        |                       |
| 1966.      | Госпођа министарка (ТВ филм)                 | Рака, син             |
| 1967.      | Јелена Ћетковић (ТВ филм)                    | Драгиња               |
| 1967.      | Неутешни поштар (ТВ филм)                    |                       |
| 1967.      | Очи пуне звезда (ТВ филм)                    |                       |
| 1967.      | Мама, вашег сина нешто дивно боли (ТВ филм)  |                       |
| 1967.      | Шест љубави Луције Живојиновић (ТВ филм)     |                       |
| 1968.      | Бекства                                      | Мара                  |
| 1968.      | Дивни мирис љубичица (ТВ филм)               |                       |
| 1968.      | Превара из љубави (ТВ филм)                  |                       |
| 1968.      | Патриота и син А. Д. (ТВ)                    |                       |
| 1968.      | Стубови друштва (ТВ кратки)                  |                       |
| 1969.      | У сенци клисуре                              |                       |
| 1969.      | Стубови друштва (ТВ филм)                    |                       |
| 1969.      | Потоп (ТВ)                                   |                       |
| 1969.      | Безимена звезда (ТВ филм)                    |                       |
| 1969.      | Пуслице са обрстом (ТВ филм)                 | Перуника              |
| 1969.      | Љубав на старински начин (ТВ серија)         |                       |
| 1969.      | Весело вече - 20 година (ТВ филм)            |                       |
| 1970.-те ▲ |                                              |                       |
| 1970.      | Дан који треба да остане у лепој успомени    |                       |
| 1972.      | Лутка оперета (ТВ серија)                    |                       |
| 1972.      | Добри верни слуга (ТВ филм)                  |                       |
| 1972.      | Изданци из опаљеног грма (ТВ серија)         | Госпођа Глишић        |
| 1973.      | Они лепи рођендани (ТВ филм)                 |                       |
| 1973.      | Камионџије                                   | Илинка Јарић          |
| 1973.      | Паја и Јаре                                  | Илинка Јарић          |
| 1974.      | Пинг без понга (ТВ филм)                     |                       |
| 1974.      | Наши очеви (ТВ филм)                         |                       |
| 1975.      | Наивко                                       |                       |
| 1975.      | Живе везе (ТВ филм)                          |                       |
| 1976.      | Грлом у јагоде (ТВ серија)                   |                       |
| 1976.      | Два другара (ТВ серија)                      | Радулова мајка Љубица |
| 1978.      | Случај у трамвају (ТВ филм)                  | Марица                |
| 1978.      | Једини дан (ТВ серија)                       |                       |
| 1980.-те ▲ |                                              |                       |
| 1980.      | Коштана (ТВ)                                 | Ката                  |
| 1982.      | Подвизи дружине Пет петлића (Мини ТВ серија) | Глас                  |
| 1982.      | Земља (ТВ филм)                              |                       |
| 1984.      | Камионџије 2 (ТВ серија)                     | Илинка Јарић          |
| 1984.      | Камионџије опет возе                         | Илинка Јарић          |
| 1984.      | Бањица (ТВ серија)                           |                       |
| 1986.      | Херој улице (ТВ)                             |                       |
| 1986.      | Секула и његове жене                         | Спасина мајка         |
| 1988.      | Бољи живот                                   | Карапанџићева жена    |
| 1990.-те ▲ |                                              |                       |
| 1990.      | Цубок                                        |                       |
| 1993.      | Три карте за Холивуд                         | Баба са козом         |
| 1995.      | Наслеђе (ТВ филм)                            | Радмила               |
| 1997.      | Горе доле                                    | Баба Блануша          |